# المتمردات
المتمردات (بالكورية:검색어를 입력하세요 WWW) هو مسلسل كوري جنوبي عرض على قناة إم بي سي 4.

## قصة المسلسل
قصة ثلاث نساء في أواخر الثلاثينيات من العمر - باي تا مي وتشا هيون وسونغ جا كيونغ - اللواتي يعملن في أكبر شركتين منافستين على الإنترنت: يونيكون وبارو.

## بطولة
- ايم سو جونغ بدور باي تا مي (تامي).[4][5]
- لي داي هي بدور تشا هيون (سكارليت)
- جيون هاي جين بدور سونغ جاي كيونغ
- جانغ كي يونغ في دور بارك مورجان
- لي جاي ووك بدور سيول اين هوان
- جي سيونغ هوان بدور أوه جي هوان

## المشاهدات
«المتمردات»  : مشاهدو كوريا الجنوبية لكل حلقة (بالآلاف).
| موسم | موسم | رقم الحلقة | رقم الحلقة | رقم الحلقة | رقم الحلقة | رقم الحلقة | رقم الحلقة | رقم الحلقة | رقم الحلقة | رقم الحلقة | رقم الحلقة | رقم الحلقة | رقم الحلقة | رقم الحلقة | رقم الحلقة | رقم الحلقة | رقم الحلقة | المعدل |
| موسم | موسم | 1          | 2          | 3          | 4          | 5          | 6          | 7          | 8          | 9          | 10         | 11         | 12         | 13         | 14         | 15         | 16         | المعدل |
| ---- | ---- | ---------- | ---------- | ---------- | ---------- | ---------- | ---------- | ---------- | ---------- | ---------- | ---------- | ---------- | ---------- | ---------- | ---------- | ---------- | ---------- | ------ |
|      | 1    | 585        | 756        | 823        | 742        | 808        | 837        | 769        | 813        | 815        | 708        | 920        | 806        | 968        | 874        | 969        | 1087       | 830    |

| الحلقة | تاريخ البث    | متوسط حصة الجمهور (AGB Nielsen). | متوسط حصة الجمهور (AGB Nielsen). |
| الحلقة | تاريخ البث    | على الصعيد الوطني                | سيول                             |
| ------ | ------------- | -------------------------------- | -------------------------------- |
| 1      | 5 يونيو 2019  | 2.431٪                           | 3.004٪                           |
| 2      | 6 يونيو 2019  | 3.190٪                           | 4.006٪                           |
| 3      | 12 يونيو 2019 | 3.221٪                           | 3.741٪                           |
| 4      | 13 يونيو 2019 | 3.250٪                           | 4.157٪                           |
| 5      | 19 يونيو 2019 | 3.109٪                           | 3.638٪                           |
| 6      | 20 يونيو 2019 | 3.578٪                           | 4.416٪                           |
| 7      | 26 يونيو 2019 | 3.363٪                           | 3.663٪                           |
| 8      | 27 يونيو 2019 | 3.320٪                           | 3.832٪                           |
| 9      | 3 يوليو 2019  | 3.652٪                           | 3.860٪                           |
| 10     | 4 يوليو 2019  | 3.165٪                           | 3.301٪                           |
| 11     | 10 يوليو 2019 | 4.003٪                           | 4.442٪                           |
| 12     | 11 يوليو 2019 | 3.488٪                           | 4.210٪                           |
| 13     | 17 يوليو 2019 | 3.906٪                           | 4.727٪                           |
| 14     | 18 يوليو 2019 | 3.567٪                           | 4.247٪                           |
| 15     | 24 يوليو 2019 | 4.089٪                           | 4.714٪                           |
| 16     | 25 يوليو 2019 | 4.199٪                           | 4.825٪                           |
| المعدل | المعدل        | 3.471٪                           | 4.049٪                           |

## الإنتاج
- تمت قراءة السيناريو الأول في 22 فبراير 2019 بحضور الممثلين وطاقم العمل.[7]
- المسلسل هو أول أعمال كوان دو ايون ككاتب رئيسي بعد ان كان يعمل سابقا ككاتب مساعد مع الكاتبة الشهيرة كيم ايون سوك.[8]

## روابط خارجية
المتمردات على موقع IMDb (الإنجليزية)
- المتمردات على موقع روتن توميتوز (الإنجليزية)
- المتمردات على موقع نتفليكس (الإنجليزية)
- المتمردات على موقع كينوبويسك (الروسية)
- المتمردات على موقع قاعدة بيانات الفيلم (الإنجليزية)